# Chlysten

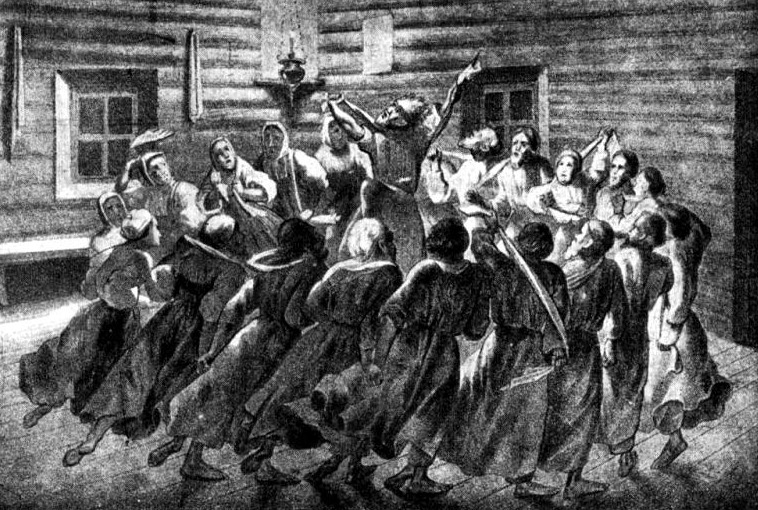
Ekstatischer Tanz der Chlysten. Abb. 19. Jh.

Die Chlysten (russisch: Хлысты, Chlysty, auch Geißler oder Gottesleute genannt) waren eine religiöse Gemeinschaft in Russland vom 17. bis zum 20. Jahrhundert. Sie lebte asketisch mit ekstatischen Elementen und war eine Geheimgesellschaft.
Wegen ihres Glaubens und ihrer Lehre wurden die Chlysten von der russisch-orthodoxen Kirche und vom Staat verfolgt.
Die Bezeichnung Chlystowschtschina wurde vermutlich von den Gegnern der Gemeinschaft geprägt. Sie selbst gaben sich den Namen Christowschtschina in Bezug auf Christus, der in ihrem Glauben eine zentrale Rolle spielt.
Die überwiegend in Russland verbreiteten Chlysten gingen von der Idee aus, dass jeder Mensch zum Christus werden kann. Ihre geistigen Führer und Propheten nannten sie Christusse oder Gottesmütter. Die Häuser, in denen sie wohnten und lehrten, wurden Gotteshäuser genannt.
Rasputin wurde zu Lebzeiten vorgeworfen, ein Mitglied dieser Glaubensgemeinschaft zu sein.
Karl Konrad Grass benennt vier verschiedene mögliche Traditionen, von denen sich die Sekte herleiten könnte:
- Ableitung von abendländischer Sektiererei
- slawisch-finnisches Heidentum
- russisches Christentum
- Bogomilen

Er kommt zu dem Schluss, dass die Chlystowschtschina den letzten vorhandenen ekstatisch-asketischen Ausläufer des altkirchlichen Gnostizismus repräsentierte.

## Legende
Die Überlieferungen der Chlysten, die in Form von Dichtungen, Erzählungen und Liedern niedergelegt sind, lassen sich zurückverfolgen bis ins 14. Jahrhundert. Damals habe „Christus Awerjan“ gelebt, der auf dem Kulikowschen Feld von Mamaischen Tataren erschlagen worden sei. Ferner berichtet die Überlieferung von einem „Christus Iwan Jemeljanow“ aus dem 16. Jahrhundert, der in der Zeit des Zaren Iwan der Schreckliche (1533–1584) gelebt habe und mit diesem zusammengetroffen sei. Bei diesem Zusammentreffen soll Iwan Jemeljanow dem Zaren auf die Frage, ob er ein Prophet sei, geantwortet haben: „Ich bin der Gottessohn I-oânn. Du bist irdischer Zar, aber ich himmlischer“. Die beiden sogenannten Christusinkarnationen werden, obgleich von den Chlysten verehrt, nicht als Begründer ihrer Gemeinschaft angesehen.

### Danilo Philipow
Als Gründer betrachteten die Chlysten Danilo Philipow, einen dem Kriegsdienst entlaufenen Soldaten, Bespopowze und Schüler Kapitons, auch als „Umgetaufter“ bezeichnet. Dieser sei der fleischgewordene, vom Himmel herabgestiegene Gott Zebaoth, was im Jahre 1645 auf dem Berg Gorodina geschehen sei. In feurigen Wolken und in einem feurigen Wagen, umgeben von Engeln, Erzengeln, Cherubim und Seraphim sei er herabgekommen, und während die himmlischen Kräfte sich wieder erhoben, sei nur der „wahre Gott Zebaoth“, Philipow, sichtbar geblieben. „Gott Zebaoth“ wurde er genannt, weil er im höchstmöglichen Maße mit dem Geiste Gottes erfüllt wurde.
Er lehrte seinen „wahren Glauben“ zunächst in der Stadt Kostroma, die im späteren Verlauf zu einem wichtigen Zentrum der Gruppe wurde. In seiner Lehre verkündete Danilo Philipow vier notwendige Hilfsmittel für die Errettung der Seele: 1) Das goldene Buch, 2) Das Lebensbuch, 3) Das Taubenbuch und 4) Der Heilige Geist.
Seine Aktivitäten zogen die Aufmerksamkeit des Patriarchen Nikon auf sich, der ihn schließlich nach dreißigjähriger Verfolgung in der Nähe von Nischni Nowgorod gefangen nahm und im Verlies des Bogojawlénskiklosters (Gotteserscheinungsklosters) einkerkerte. Während seiner Klosterhaft habe – so die Überlieferung – ein Nebel über der Erde gehangen. Nach seiner Freilassung ging Danilo Philipow erneut nach Kostroma, wo er anstelle der Bücherlehre eine mündliche „vom Himmel gebrachte“ Lehre und die Offenbarung des Geistes in Form von zwölf Geboten verkündete. Diese Gebote weisen starke Ähnlichkeiten mit den zehn Geboten Moses auf. 
Die Überlieferung berichtet weiter, dass er 15 Jahre nach seiner „Gottwerdung“ seinen Sohn Iwan Timofejewitsch Suslow zeugte. Er habe ihn auf „geistige Weise“ gezeugt, was bedeutet, dass er ihn im Alter von 33 Jahren zu seiner Lehre bekehrt habe, indem er ihm „die Gottheit gegeben habe“ und er so zum Christus geworden sei. Am 1. Januar 1700 soll Danilo Philipow in Anwesenheit aller versammelten Chlysten mitsamt seinem Leib gen Himmel gefahren sein.

### Iwan Timofejewitsch Suslow
Danilo Philipows geistiger Sohn Iwan Timofejewitsch Suslow verbreitete nach seiner Bekehrung die Lehre seines geistigen Vaters in den Gebieten seiner Heimat. Als der Zar Alexej Michailowitsch von Suslovs Aktivitäten erfuhr, ließ er ihn zusammen mit 40 seiner Anhänger festnehmen, ihn verhören, foltern und auf den Scheiterhaufen werfen. Die Legende der Chlysten besagt, dass selbst das Feuer des Scheiterhaufens ihn nicht berührt habe, und dass er kurze Zeit später seinen Anhängern erschienen sei und weiter gelehrt habe. Eine erneute Gefangennahme und Folterung soll er ein weiteres Mal auf wundersame Weise unversehrt überlebt und danach noch über 30 Jahre in Moskau gelehrt haben.

### Prokofi Danilowitsch Lupkin
Sein Nachfolger wurde der Nischni Nowgoroder Strelitze Prokofi Danilowitsch Lupkin, der in einem der Moskauer „Gotteshäuser“ lebte und mit der aus dem gleichen Ort stammenden Strelitzentochter Akulina Iwanowna verheiratet war. Ihr Sohn Spiridion Prokofjewitsch Lupkin galt als großer Prophet. Mit ihnen beginnt die eigentliche, historisch fassbare Geschichte der Sekte.

## Geschichte
Lupkin (etwa 1665–1732), der von seiner Frau Akulina Iwanowna zu der Sekte bekehrt worden sei, kam Anfang des 18. Jahrhunderts, spätestens aber 1714, von Nischni Nowgorod nach Moskau. Über die genaue Datierung sind sich die russischen Forscher uneins. Lupkin besuchte oft das Woskressenski-Kloster, das Kloster Neu-Jerusalem genannt wurde. Am 13. Juni 1716 verhaftete man im Dorf Charitonowa an der Uleuma 21 Chlysten, unter ihnen Lupkin. Seine Frau Akulina Iwanowna bekleidete in der Sekte, die großteils aus von der Weihe entbundenen Popen und Nonnen bestanden habe, zuerst den Rang einer Gottesmutter, musste diesen Rang aber später an die Nonne Agafja Karpowna, die seit der Weihe Anastasija hieß, abgeben und war fortan nur noch eine „Salbenträgerin“.
Agafja Karpowna galt laut Grass nicht nur als die Gottesmutter des Iwanowski-Klosters, sondern aller Chlysten in Moskau und anderswo.
Im Januar 1733 wurden Akulina Lupkina, ihr Sohn Spiridon Lupkin und Agafja Karpowna gemeinsam mit 75 anderen Chlysten während der Radenje (religiöser Tanz) verhaftet. Im Dachraum über Karpownas Klosterzelle wurden Betten gefunden, in denen angeblich Unzucht getrieben worden sei, ja sie habe dort sogar ein Kind zur Welt gebracht. Am 11. Oktober 1733 wurde über die drei „Anführer“ der Sekte das Todesurteil gefällt, das, wie es Usus war, von den Mitgliedern der weltlichen Kommission, nicht aber den Bischöfen unterschrieben war. Agafja Karpowna wurde der Weihe beraubt und, nach Bestätigung des Todesurteils durch Kaiserin Anna Iwanowna, enthauptet. Akulina Lupkina wurde mit der Knute bestraft und ins Uspenski-Kloster der Stadt Dalmatow (damals Eparchie Tobolsk, heute Perm) zu Klosterhaft, Isolation und schwerer Arbeit verbannt. Spiridon Lupkin wurde ebenfalls gegeißelt und zu Verbannung nach Ochotsk in Sibirien verurteilt, blieb aber bis 1737 im St. Petersburger Gefängnis und wurde erst dann, und auch nur bis nach Jekaterinburg verschickt, wo er bis 1744 blieb. Im Januar 1744 reiste er mit einem Pass ausgerüstet nach Moskau, um ein Gnadengesuch bei Kaiserin Elisabeth zu stellen. Am 4. April 1744 erschien er in der Moskauer Kanzlei des heiligen Synod und entfloh dann. Mehr ist über ihn nicht bekannt.

## Lehre
Die Lehre der Chlysten besagte, dass Christus in jedem Menschen geboren bzw. gezeugt werden könne. Dabei wich sie in ihrer Christusidee von der Lehre der Großkirche ab, indem sie von der Auffassung ausging, dass Jesus von Nazareth bis zu seinem 33. Lebensjahr ein gewöhnlicher Mensch gewesen sei, auf den bei der Jordantaufe der Geist Gottes herabgekommen sei, der ihn erst zum Christus machte. Als solcher ist er für die Chlysten der über allem stehende himmlische Herr. Das Hauptinteresse der Chlysten galt der Frage, wodurch der Mensch errettet werden könne. Ihre Antwort darauf war, dass der Empfang des Geistes Gottes einerseits sowie die Bereitschaft zu Leiden und Askese andererseits einen Menschen zum Christus machen könnten. 
Grundlegend kann man sagen, dass die chlystische Lehre sich im Allgemeinen an den christlichen Lehren orientiert, wobei diese allerdings in vielen Punkten abgewandelt werden. Ob dies nun von abendländischer Sektiererei, slawisch-finnischem Heidentum, russisch-orthodoxem Christentum oder den Bogomilen herrührt, ist ungeklärt. Grass bespricht dieses Thema ausführlich in § 8 seines Werkes.
Die Lehre der Gottesleute lässt sich Grass zufolge aufteilen in:
Christologie
Das wichtigste Merkmal der chlystischen Christologie war, dass jeder Leiter der Gottesleute sich als Inkarnation Jesu Christi verstand und als von Gott berufen anzusehen sei. Dies setzte den Glauben voraus, dass Christus sich in mehreren Personen gleichzeitig inkarnieren könne. Als entscheidendes Merkmal der Christuswürde eines solchen „Christus“ nennt Grass die messianischen Leiden. Darunter konnte eine asketische Lebensführung, aber auch das Leiden durch Gefangenschaft und Todesstrafe, von der jeder Chlyst bedroht war, zu verstehen sein.
Die bedeutendsten dieser „Christusse“ waren anfangs Prokofi Lupkin und Andrejan Petrow. Ihnen folgten viele weitere, von denen besonders noch Wassili Radajew zu erwähnen ist, da seine Lehren die Geschichte und den Kult dieser Glaubensgemeinschaft entscheidend veränderten, wie man später zum Beispiel anhand der Brüder Utizki erkennen kann. Auch Grigori Rasputin war ein Mitglied der Chlysten. Dass er der Leiter einer Denomination war, lässt sich nicht vollständig nachweisen, doch ähneln seine Lehren sehr denen von Radajew, Semjon Utizki oder auch Osip Potapkin.
Mariologie
Als die wichtigsten weiblichen Führungskräfte der Chlysten galten die sogenannten „Gottesmütter“. Sie wurden als Verkörperungen der Mutter Jesu verstanden. Grass betont, dass dort, wo eine solche „Gottesmutter“ nicht vorhanden war, dies von den Chlysten als Mangel aufgefasst wurde. Im praktischen Leben waren diese „Gottesmütter“ oftmals nicht nur eine Ergänzung der „Christusse“, sondern übernahmen bisweilen die Führung, erst recht, wenn ein „Christus“ fehlte. Anfangs gab es wohl die Vorstellung, dass die chlystische „Gottesmutter“ einen „Christus“ gebären müsse, was nicht wörtlich zu verstehen ist, sondern meint, dass sie jemanden zum chlystischen Glauben bekehrte. Dies habe Grass zufolge im Lauf der Zeit mehr und mehr an Bedeutung verloren. Im Übrigen wurde die wahre Gottesmutter Maria von den Chlysten und deren „Gottesmüttern“ genauso verehrt wie von den orthodoxen Christen.
Wichtige Personen waren besonders Agafja Karpowna, Anna Lasarewna, Uljana Wassiljewna und, im Zusammenhang mit Rasputin, Olga Lochtina.
Eschatologie
Grass sieht die Idee der Reinkarnation oder Seelenwanderung in der Lehre der Chlysten allenfalls angedeutet, entgegen der Darstellung in der russischen Literatur, die er eindeutig in Frage stellt. Dazu gehört auch die Vorstellung, dass bei den Chlysten eine sündige Menschenseele mehrfach als Tier wiedergeboren werde, bevor sie sich wieder in einem menschlichen Körper inkarniere, wie sie im Hinduismus und Buddhismus anzutreffen ist. Grass führt hierzu aus, dass die Idee einer Reinkarnation in keiner der zahlreichen Texte der Chlysten über das Leben der Seele nach dem Tod, zu finden sei. Seltsamerweise finde sich die umgekehrte Vorstellung bei der „Gottesmutter“ Silantjewa, dass die Seelen von Tieren auch im menschlichen Körper geboren werden, doch könne dies auch symbolisch gemeint sein.
Als das endgültige Lebensziel der Chlysten definiert Grass die Befreiung der Seele vom Körper. Der Hauptunterschied zum Glauben der Kirchen zeige sich in der Idee, dass es keine Auferstehung des Leibes und kein allgemeines Weltgericht gebe, sondern lediglich eine Beendigung des Weltenlaufes. Dieses Ende stelle in der Lehre der Chlysten das Urteil dar über die frommen und die gottlosen Seelen. Eine unterschiedslose Auferstehung aller Seelen finde nicht statt.

## Kultus
Ekstase

Als Aufenthalt des Geistes Gottes galt bei den Gottesleuten der sogenannte siebente Himmel. Der Geist galt als die höchste Gabe Christi, und man glaubte, dass er oftmals in Gestalt eines Falken, seltener auch in Gestalt einer Taube herabsteige. Um diesen Geist herabzulocken, sangen die Chlysten geistliche Lieder, zu denen auch das „Gebet Jesu“ zählte. Als wichtigste kultische Handlung zum Zweck der Geistberührung galt der religiöse Tanz, „Radenje“ genannt. Es herrschte die Vorstellung, dass auch die Engel sich im Himmel im Kreis um Gottes Thron drehen und die Radenje vollführen würden. Bei der Radenje trugen die Tanzenden weiße Gewänder als Symbol für die Reinheit von Körper und Seele. Die völlige Erschöpfung als Folge des Tanzes nahmen die Chlysten als freudiges „Leiden“ auf sich, da die Seele, während der Körper tanze, mit dem Geist Gottes in Berührung komme und sich mit Gott selbst vereinige. Der mittels der Radenje vom Geist Gottes erfüllte Chlyst soll unempfindlich gegen Kälte und andere äußere Einwirkungen gewesen sein.
Was die Überlieferung von sexuellen Ausschweifungen während der Radenje, die „Swalny grech“ angeht, so ist diese sehr umstritten. Grass wehrt sich entschieden dagegen, dass dies ein Bestandteil des Kultes gewesen sei. Er widmet dem Thema einen eigenen Abschnitt, wobei ihm jedoch Grigori Rasputin in diesem Zusammenhang nicht bekannt war, da Grass bei seinen Reisen kaum in den Norden Russlands gelangte, und der Wundermönch ja gerade dort, vor allem im Kloster Werchoturje, zu den Chlysten bekehrt worden sein soll. Hierzu ist in erster Linie auf Edward Radsinskis Buch „Die Geheimakte Rasputin“ zu verweisen (siehe Rasputin-Artikel).
Askese
Die Bezeichnung „Chlysten“ soll sich von „Geißeln“ herleiten, und neben den genannten Dingen wie Fasten und Frieren soll auch das Sich-schlagen mit kleinen Peitschen eine Rolle gespielt haben. Der größte Wert wurde, so Grass, allerdings auf das Fasten gelegt. Während in den orthodoxen Klöstern kein Fleisch gegessen wird, dafür aber umso mehr Fisch, wurde bei den Chlysten auch der Genuss von Fisch verboten. Ein weiterer Unterschied zu den Christen bestand darin, dass bei den Gottesleuten das Fasten nicht nur eine teilweise Enthaltsamkeit von Speisen darstellte, sondern eine völlige. Was die Getränke anging, so trat an die Stelle des Alkohols das im Westen kaum bekannte russische Getränk namens Kwas (vergleichbar mit Malzbier) sowie Tee.
Scheinbar im Widerspruch zu dem oben genannten „Swalny grech“ stand die sexuelle Enthaltsamkeit, die ebenfalls zur Askese zählte. Es fehlte nicht an Spekulationen, den Swalny grech als eine Art Ventil für die unterdrückte Sexualität anzusehen. Grass betont indes, dass die sexuelle Enthaltsamkeit bei den Gottesleuten mit größter Rigorosität vollzogen worden sei und dass selbst Geschlechtsverkehr unter Eheleuten als abscheuliche Sünde galt.
Weiter ist als weibliche Form der Askese bekannt, dass Frauen keinen Schmuck tragen sollten, und für beide Geschlechter die Vermeidung von sogenannten „Zungensünden“ – das heißt, keine schändlichen Worte zu reden.
Arkandisziplin
Angesichts der Verfolgung durch die orthodoxe Kirche war bei den Chlysten besonders in ihrer Anfangszeit die Arkandisziplin eine wichtige Angelegenheit. Von jedem, der in die Gemeinschaft eintrat, wurde nicht nur Askese verlangt und Bereitschaft zur Ekstase erwartet, sondern auch größte Verschwiegenheit. Das gilt im Übrigen als Grund dafür, dass es so schwierig war, die Beziehungen von Grigori Rasputin zu den Chlysten aufzudecken. Der Eintretende musste bei Kreuz oder Heiligenbild schwören, niemals etwas von seinem Glauben weiterzuerzählen, ihn niemandem zu offenbaren, auch nicht seinem Beichtvater, nicht bei Verfolgung und Verhören und keiner Obrigkeit. Bisweilen wurde dies durch eine Todesdrohung verstärkt.